# Vítězslav Nezval
Vítězslav Nezval (26 de mayo de 1900 – 6 de abril de 1958) fue un escritor de poesía checo, uno de los más prolíficos de la vanguardia checa de la primera mitad del siglo XX y cofundador del movimiento surrealista en la entonces Checoslovaquia.

## Biografía
Su padre fue maestro de escuela en el poblado de Biskoupky en Moravia del Sur quien usualmente viajaba para ver exhibiciones artísticas y a la vez fue músico, habiendo estudiado con el compositor Leoš Janáček.[cita requerida] A la edad de once años, Nezval fue enviado a la educación secundaria básica en Třebíč, donde también aprendió piano y composición musical. Comenzó a escribir en su adolescencia mientras continuaba interesado en la música. En 1918 fue enrolado en el ejército austríaco pero rápidamente enviado de regreso a su hogar por haber caído enfermo. Concluida la Primera Guerra Mundial, Nezval se mudó a Praga y comenzó a estudiar filosofía en la Universidad Carolina de Praga, aunque no llegó a graduarse por dejar su tesis incompleta. Durante ese tiempo se vio seducido por la vibrante escena literaria que se desarrollaba en los cafés y en las calles de Praga.

## Obra literaria
Vítězslav Nezval fue miembro del grupo de artistas de vanguardia Devětsil (literalmente "nueve fuerzas", que era el nombre checo de la planta Petasites pero que para un hablante de checo resultaba una referencia obvia a los nueve miembros fundadores del grupo). Los integrantes de Devětsil eran los más prolíficos artistas checos de su generación. En 1922, el grupo incluía, aunque no se limitaba, a, Vítězslav Nezval, Jindřich Štyrský, Jaroslav Seifert, Karel Teige, y Toyen (Marie Cerminová). También estuvo vinculado al grupo quien luego fuera el fundador de la Escuela de Praga en Lingüística, Roman Jakobson. Como también lo había hecho antes el grupo "proletario", Devětsil miró hacia Francia en busca de inspiración para su literatura de vanguardia y hacia Rusia debido al origen marxista de la ideología que movía a algunos de sus miembros. Aunque el Estado checoslovaco había sido recientemente formado tras la Primera Guerra Mundial, la joven generación sentía que todavía había espacio para que la situación mejorase y que se requería de una solución radical para lograr una liberación verdadera. Aunque su presidente -considerado también como filósofo- Tomáš Masaryk puso en práctica la primera experiencia de democracia de orientación social, Nezval y otros integrantes de su grupo no aceptaron este régimen como representativo de sus convicciones y metas. En sus escritos manifestaban preferencia por un marxismo internacionalista que fuera consciente de la solidaridad de clase.
El primer manifiesto de Devětsil urgía a los artistas jóvenes y progresistas a mirar en profundidad en los objetos cotidianos en busca de la calidad poética. Rascacielos, aeroplanos, pósteres, eran parte del arte nuevo.
Nezval también fue una de las figuras fundadoras del Poetismo, surgido al interior de Devětsil e inicialmente teorizado por Karel Teige. 
Su producción consiste en numerosos poemarios, obras experimentales y novelas, memorias, ensayos y traducciones. Junto con Karel Teige, Jindřich Štyrský, y Toyen, Nezval frecuentemente viajó a París donde se codeó con la flor y nata del surrealismo francés. Su cercana amistad con André Breton y Paul Éluard tuvo como consecuencia instrumental la fundación del Grupo Surrealista de Checoslovaquia en 1934, el cual fue uno de los primeros núcleos surrealistas fuera de France, siendo Nezval el editor de su periódico Surrealismus.
Representativa de las creaciones de ese tiempo fue la colaboración entre Nezval y la bailarina de Devětsil Milča Mayerová, quien a partir del libro de Nezval Abeceda ("abecedario"), adoptó poses particulares para representar cada una de las letras. Nezval escribió este poemario centrado en las formas, sonidos y funciones del alfabeto. Teige usó la tipografía y el fotomontaje para crear imágenes de los movimientos que han sido impresos en numerosas ediciones del libro.
El poema de Nezval Sbohem a šáteček (Oleaje del adiós; 1934) fue musicalizado por el compositor checo Vítězslava Kaprálová en 1937, y fue estrenado en su versión orquestal en 1940 por Rafael Kubelik.

## Escritos
- Most (El puente), 1922, poemas
- Pantomima, 1924, poemas
- Falešný mariáš (La falsa bellota), 1924, colección de ensayos sobre poesía, cine y bellas artes
- Menší růžová zahrada (Un modesto jardín de rosas), 1926, poemas
- Básně na pohlednice (Poemas para postales), 1926
- Diabolo, 1926
- Nápisy na hroby (Inscripciones funerarias), 1926
- Karneval (Carnaval), 1926, cuento
- Akrobat, 1927
- Manifesty poetismu (Manifiestos del poetismo), 1928, en colaboración con Karel Teige
- Kronika z konce tisíciletí (Crónica del fin de milenio),1929
- Básně noci (Poemas de la noche), 1930
- Posedlost (Implacabilidad), 1930
- Dolce far niente, 1931
- Koktajly, pieza en verso
- Schovávaná na schodech (Cache-cache dans l’escalier), pieza en prosa
- Milenci z kiosku (Los amantes del kiosco)
- Depeše na kolečkách (Un despacho sobre ruedas), vaudeville
- Skleněný havelok (Peregrino de cristal), 1932, poemas
- Pět prstů (Los cinco dedos), 1932, poemas
- Jak vejce vejci (Como dos gotas de agua), 1933, novela
- Zpáteční lístek (Billete de ida y vuelta) 1933
- Monako, 1933, nouvelle
- Sbohem a šáteček (Adiós, agita el pañuelo), 1933, poemas
- Neviditelná Moskva (El Moscú invisible), 1935
- Řetěz štěstí (La cadena de la felicidad) 1936, relato
- Žena v množném čísle (Mujer en plural), 1936
- Ulice Gît-le-cœur (Calle Gît-le-Cœur), 1936, relato
- Praha s prsty deště, 1936, poemas
- 52 hořkých balad věčného studenta Roberta Davida (52 amargas baladas del eterno estudiante Robert David), 1936
- Anti-lyrique, Éditions surréalistes, Paris, 1936, adaptación de Benjamin Péret
- 100 sonetů zachránkyni věčného studenta Roberta Davida (100 sonetos a quien salvó al eterno estudiante Robert David), 1937
- Absolutní hrobař (El sepulturero absoluto), 1937
- 70 básní z podsvětí na rozloučenou se stínem věčného studenta Roberta Davida 70 poemas del inframundo, a modo de despedida a la sombra del eterno estudiante Robert David), 1938
- Pražský chodec (El peatón de Praga), 1938, diario
- Matka naděje (Madre esperanza), 1938, poema
- Loretka (La Loreta), 1941, poema
- Historický obraz (Cuadro histórico), 1945
- Veliký orloj (El gran reloj astronómico), 1945
- Balady Manoně (Las baladas de Manon), 1945, colección de poemas escritos en 1939 y 1940
- Valérie a týden divů (Valérie y la semana de las maravillas) , 1945, novela negra comenzada en 1935
- Zpěv míru (Canción de la paz) , 1950, poema
- Z domoviny (De mi tierra) , 1951
- Křídla (Les Ailes), 1952, poemas
- Chrpy a města (Arándanos y ciudades), 1955
- Dnes ještě zapadá slunce nad Atlantidou (El sol se pone de nuevo esta noche sobre la Atlántida), 1956, texto dramático

## Eponimia
El asteroide (8143) Nezval fue nombrado así por este escritor.